# Mostafa Al-Qade
Mostafa Sultan Rayek Al-Qade (ar. مصطفى سلطان رايق القاضي;ur. 26 grudnia 1996) – jordański zapaśnik walczący w stylu klasycznym. Zajął siedemnaste miejsce na mistrzostwach świata w 2018. Dziewiąty na mistrzostwach Azji w 2025. Srebrny medalista mistrzostw arabskich w 2018 i 2024; brązowy w 2019 roku.